# 埃奇利 (北达科他州)
埃奇利（英語：Edgeley），是美国北达科他州下属的一座城市。根据2010年美国人口普查，该市有人口563人。2011年估计该市有人口558人，相对于2010年，增长率为?0.89%。